# Alma Richards
Alma Wilford Richards, född 20 februari 1890 i Parowan i Utah, död 3 april 1963, var en amerikansk friidrottare. Han var den förste utövaren från Utah som vann en guldmedalj i olympiska spel, när han gick till topp i höjdhopp vid sommar-OS 1912 i Stockholm.
På Brigham Young University i Provo i Utah spelade Richards basket. Friidrottstränaren Eugene L. Roberts lade märke till Richards och bad honom hoppa över en sex fot (ca 1,85 m) hög ribba, vilket han gjorde med lätthet. Tränaren startade en pengainsamling för att kunna sända Richards till de amerikanska OS-uttagningarna i höjdhopp.  Uttagningarna gick bra, och Richards kvalificerade sig till tävlingen i Stockholm.
Väl på plats i den svenska huvudstaden gick Richards segrande ur OS-finalen med höjden 1,93, före den tyske Hans Liesche (1,91), med den amerikanske mästaren George Horine på tredjeplats med höjden 1,89.
OS-segern gjorde underverk med Richards självförtroende. 1913 blev han amerikansk mästare i höjdhopp och breddade nu också sin repertoar också till tiokamp. 1915 blev han amerikansk mästare, nästan 500 poäng före tvåan, den blivande IOK-ordföranden Avery Brundage.
1916 var Richards USA:s klart bäste i både höjdhopp och tiokamp, men fick aldrig möjlighet att visa fram sina färdigheter i OS, eftersom spelen blev inställda på grund av första världskriget.
Civilt studerade Richards juridik och tog också examen inom detta gebit. Han valde dock inte att praktisera som advokat, utan kom i stället att arbeta i 32 år som lärare vid en gymnasieskola i Los Angeles innan han pensionerades.